# Одди, Никколо
Никколо Одди (итал. Niccolò Oddi; 26 сентября 1715, Перуджа, Папская область — 25 мая 1767, Ареццо, Великое герцогство Тосканское) — итальянский кардинал, доктор обоих прав. Племянник кардинала Джакомо Одди. Титулярный архиепископ Троянополиса с 14 января 1754 по 20 февраля 1764. Апостольский нунций в Кёльне с 12 февраля 1754 по 4 декабря 1759. Апостольский нунций в Швейцарии с 4 декабря 1759 по 20 февраля 1764. Архиепископ Равенны с 20 февраля 1764 по 25 мая 1767. Кардинал-священник с 26 сентября 1766, с титулом церкви Санта-Мария-ин-Арачели с 1 декабря 1766.